# Luce (Vegas Jones)
Luce è un singolo del rapper italiano Vegas Jones, pubblicato il 26 luglio 2024.

## Tracce
Testi di Matteo Privitera e Stefano Santoro, musiche di Gianluca Franco.
1. Luce – 3:11